# ديجو بورتولوزي
ديجو بورتولوزي (بالإيطالية: Diego Bortoluzzi)‏ (23 سبتمبر 1966 في إيطاليا - ) هو لاعب كرة قدم إيطالي في مركز الوسط. لعب مع أتالانتا ونادي أفيلينو ونادي بريشيا ونادي بياتشينزا ونادي تريفيزو ونادي سيينا ونادي فيتشينزا ونادي فينيزيا وبرو سيستو 1913 وConegliano Calcio ‏.